# Verwaltungsgemeinschaft Hainich-Werratal
Die Verwaltungsgemeinschaft Hainich-Werratal liegt im Wartburgkreis in Thüringen. In ihr haben sich die Stadt Amt Creuzburg und fünf weitere Gemeinden zur Erledigung ihrer Verwaltungsgeschäfte zusammengeschlossen. Verwaltungssitz ist in Amt Creuzburg, in Berka v. d. H. befindet sich eine Außenstelle.

## Mitgliedsgemeinden
1. Amt Creuzburg, Stadt
2. Berka vor dem Hainich
3. Bischofroda
4. Krauthausen
5. Lauterbach
6. Nazza

## Geschichte
In der Verwaltungsgemeinschaft Mihla hatten sich am 29. April 1991 die Gemeinden Berka vor dem Hainich, Ebenshausen, Frankenroda, Hallungen, Lauterbach, Mihla und Nazza zur Erledigung ihrer Verwaltungsgeschäfte zusammengeschlossen. Ihr Verwaltungssitz war in Berka vor dem Hainich. 1997 schloss sich die Gemeinde Bischofroda an.
Mit Bekanntwerden des Ausscheidens des Vorsitzenden der benachbarten Verwaltungsgemeinschaft Creuzburg zum 30. Juni 2012 wurden Verhandlungen über eine Auflösung der VG Creuzburg und einen schnellstmöglichen Beitritt der drei Mitgliedskommunen Creuzburg, Ifta und Krauthausen zur Verwaltungsgemeinschaft Mihla aufgenommen. Nachdem die Fusion der Verwaltungsgemeinschaften in das geplante Thüringer Gesetz zur freiwilligen Neugliederung kreisangehöriger Gemeinden im Jahr 2013 aufgenommen worden war, traten die Gemeinden Ifta, Creuzburg und Krauthausen zum 31. Dezember 2013 der Verwaltungsgemeinschaft Mihla bei, die Verwaltungsgemeinschaft Creuzburg wurde aufgelöst.
Am 1. Februar 2014 wurde über einen neuen Namen der Verwaltungsgemeinschaft abgestimmt. Zur Wahl standen „Creuzburg-Mihla“ und „Hainich-Werratal“. Es wurde entschieden, dass die Verwaltungsgemeinschaft künftig „Hainich-Werratal“ heißt. Außerdem ist Creuzburg einstimmig zum Verwaltungssitz gewählt worden. Die Namensänderung und Verlegung des Verwaltungssitzes wurde am 29. August 2014 vom Thüringer Innenministerium verordnet und trat am 1. Oktober 2014 in Kraft.
Am 1. Januar 2019 verließ die Mitgliedsgemeinde Ifta die Verwaltungsgemeinschaft im Rahmen der Gebietsreform in Thüringen und wurde nach Treffurt eingemeindet.
Am 31. Dezember 2019 schlossen sich die Mitgliedsgemeinden Ebenshausen und Mihla mit der Stadt Creuzburg zur neuen Stadt Amt Creuzburg zusammen.
Zum 1. Januar 2024 trat die Gemeinde Hallungen der Gemeinde Südeichsfeld im Unstrut-Hainich-Kreis bei und schied hierfür aus der Verwaltungsgemeinschaft aus. Frankenroda schloss sich gleichzeitig der Stadt Amt Creuzburg an.
Die Vorsitzende der Verwaltungsgemeinschaft ist seit 2024 Christin Bärenklau, zuvor war seit 2001 Karola Hunstock im Amt.

### Einwohnerentwicklung
Entwicklung der Einwohnerzahl:
| - 1994 – 05.695 - 1995 – 05.695 - 1996 – 05.757 - 1997 – 06.398 - 1998 – 06.382 - 1999 – 06.389 | - 2000 – 06.403 - 2001 – 06.333 - 2002 – 06.313 - 2003 – 06.232 - 2004 – 06.266 - 2005 – 06.184 | - 2006 – 06.110 - 2007 – 06.081 - 2008 – 05.989 - 2009 – 05.916 - 2010 – 05.882 - 2011 – 05.780 | - 2012 – 05.739 - 2013 – 10.879 - 2014 – 10.833 - 2015 – 10.748 - 2016 – 10.638 - 2017 – 10.552 | - 2018 – 10.568 - 2019 – 09.426 - 2020 – 09.350 - 2021 – 09.287 - 2022 – 09.233 - 2023 – 08.965 |

* Datenquelle: ab 1994 Thüringer Landesamt für Statistik – Werte vom 31. Dezember

* 1994 bis 2012: VG Mihla

* 2013: VGen Mihla und Creuzburg

* 2019: Ausgliederung der Gemeinde Ifta

## Politik

### Wappen, Flagge, Dienstsiegel
Die Verwaltungsgemeinschaft verfügt über kein amtlich genehmigtes Hoheitszeichen, weder Wappen noch Flagge. Als Dienstsiegel wird das kleine Landessiegel mit dem Wappen des Freistaates Thüringen geführt. In der Umschrift stehen im oberen Halbbogen „THÜRINGEN“ und im unteren Halbbogen „Verwaltungsgemeinschaft Hainich-Werratal“.